# Heliotropium pileiforme
Heliotropium pileiforme är en strävbladig växtart som beskrevs av A.P. Chukavina. Heliotropium pileiforme ingår i Heliotropsläktet som ingår i familjen strävbladiga växter. Inga underarter finns listade i Catalogue of Life.